# Neplaxa
Neplaxa är ett släkte av skalbaggar. Neplaxa ingår i familjen vivlar.
Kladogram enligt Catalogue of Life:
| Neplaxa | \| \| Neplaxa illustris \| \| \| \| |
|         | \| \| Neplaxa illustris \| \| \| \| |
|         | Neplaxa illustris                   |
|         |                                     |